# Liste in Island vorhandener Dampflokomotiven
Dies ist eine Liste erhaltener Dampflokomotiven auf dem Gebiet von Island. Es handelt sich um die beiden einzigen Dampflokomotiven, die in Island im Einsatz waren.

## Schmalspurlokomotiven 900 mm
| Foto | Nummer oder Name | Bauart / Achsfolge | Hersteller | Fabrik- nr. | Baujahr | Historie            | Eigentümer / Betreiber / Strecke | Standort        | Bemerkungen |
| ---- | ---------------- | ------------------ | ---------- | ----------- | ------- | ------------------- | -------------------------------- | --------------- | ----------- |
|      | MINØR            | B n2t              | Jung       | 129         | 1892    | Hafenbahn Reykjavik |                                  | Hafen Reykjavik | [ 1 ]       |
|      | PIONÉR           | B n2t              | Jung       | 130         | 1892    | Hafenbahn Reykjavik |                                  | Árbær Museum    | [ 2 ]       |